# Stine Fischer Christensen
Stine Fischer Christensen (nacida en 1985) es una actriz danesa. Ha interpretado más de quince películas desde 1997. Por su actuación como Anna Louisa Hansson en Después de la boda con la que ganó el premio Bodil y Robert a la Mejor Actriz secundaria.

## Filmografía
| Año  | Título                | Papel              | Notas |
| ---- | --------------------- | ------------------ | ----- |
| 2006 | Después de la boda    | Anna Luisa Hansson |       |
| 2007 | Echo                  | Angelique          |       |
| 2011 | Grietas en la cáscara | Josefina Lorenz    |       |
| 2017 | Darkland              | Stine              |       |
| 2020 | Valhalla              | Frigg              |       |

| Año  | Título         | Papel | Notas |
| ---- | -------------- | ----- | ----- |
| 2005 | Joung Andersen | Sofie |       |

## Premios
- Bodil Award for Best Actress in a Supporting Role (2006)
- Robert Award for Best Actress in a Supporting Role (2007)